# Abel Vinha dos Santos
Abel Vinha dos Santos (Fão, 1912 — Fão, 12 de fevereiro de 1939) foi um poeta português.

## Biografia
Professor do ensino oficial tendo exercido, de acordo com as palavras de Albino Neiva, o cargo na vila de Monção (Portugal). Também colaborou com alguns jornais regionais, nomeadamente no "Espozendense".
Foi um brilhante poeta e deixou-nos uma obra literária de grande beleza guardada em alguns livros e disseminada por alguns periódicos regionais, nomeadamente no "Espozendense".
Legou-nos também algumas publicações em prosa como contos de rara como preciosa elaboração como “o Enforcado”, “o Lobisomem”, a novela policial “Boneco de Corda”, autor de "Cantares".
Também se encontra colaboração da sua autoria no quinzenário  A Voz do Comércio (1929-1941).
Ainda é recordado, através da toponímia fangueira com seu nome atribuído a uma rua e a uma travessa, no centro da vila de Fão.
Faleceu com apenas 27 anos de idade, vítima de afogamento provocado por uma congestão enquanto nadava no rio Minho.

## Obras
- Enforcado
- Lobisomem
- Boneco de Corda
- Cantares

## Toponímia
Na Vila de Fão, nome de uma rua "Rua Poeta Vinha dos Santos" e de uma travessa "Travessa Poeta Vinha dos Santos".